# Paryż-Nicea 2024
Paryż-Nicea 2024 – 82. edycja wyścigu kolarskiego Paryż-Nicea, która odbyła się w dniach od 3 do 10 marca 2024 na liczącej 1150 kilometrów trasie składającej się z 8 etapów i biegnącej z Les Mureaux do Nicei. Impreza kategorii 2.UWT była częścią UCI World Tour 2024.

## Etapy
| Etap | Data   | Start – Meta                             | type                    | Dystans (km) | Suma wzniesień (m) | Zwycięzca etapu   | Lider            |
| ---- | ------ | ---------------------------------------- | ----------------------- | ------------ | ------------------ | ----------------- | ---------------- |
| 1    | 3 mar  | Les Mureaux – Les Mureaux                | pagórkowaty             | 157,7        | 1671 m             | Olav Kooij        | Olav Kooij       |
| 2    | 4 mar  | Thoiry – Montargis                       | płaski                  | 177,6        | 1070 m             | Arvid de Kleijn   | Laurence Pithie  |
| 3    | 5 mar  | Auxerre – Auxerre                        | jazda drużynowa na czas | 26,9         | 412 m              | UAE Team Emirates | Brandon McNulty  |
| 4    | 6 mar  | Chalon-sur-Saône – Mount Brouilly        | górski                  | 183          | 3341 m             | Santiago Buitrago | Lucas Plapp      |
| 5    | 7 mar  | Saint-Sauveur-de-Montagut – Sisteron     | górzysty                | 193,5        | 2274 m             | Olav Kooij        | Lucas Plapp      |
| 6    | 8 mar  | Sisteron – La Colle-sur-Loup             | górzysty                | 198,2        | 2866 m             | Mattias Skjelmose | Brandon McNulty  |
| 7    | 9 mar  | Nicea – Sanctuaire de la Madone d'Utelle | górski                  | 104          | 2342 m             | Aleksandr Własow  | Brandon McNulty  |
| 8    | 10 mar | Nicea – Nicea                            | górzysty                | 109,3        | 2296 m             | Remco Evenepoel   | Matteo Jorgenson |

## Uczestnicy

### Drużyny
| WorldTeams (18)- Alpecin-Deceuninck - Arkéa-B&B Hotels - Astana Qazaqstan Team - Bahrain Victorious - Bora-Hansgrohe - Cofidis - Decathlon-AG2R La Mondiale - EF Education-EasyPost - Groupama-FDJ - Ineos Grenadiers - Intermarché-Wanty - Lidl-Trek - Movistar Team - Soudal Quick-Step - Team dsm-firmenich PostNL - Team Jayco AlUla - Team Visma \| Lease a Bike - UAE Team Emirates ProTeams (4)- Israel-Premier Tech - Lotto Dstny - TotalEnergies - Tudor Pro Cycling Team |
| |

### Lista startowa
| Bora-Hansgrohe BOH | Bora-Hansgrohe BOH     | Bora-Hansgrohe BOH |
| ------------------ | ---------------------- | ------------------ |
| Nr                 | Kolarz                 | Miejsce            |
| 1                  | Primož Roglič (SLO)    | 10.                |
| 2                  | Nico Denz (GER)        |                    |
| 3                  | Marco Haller (AUT)     |                    |
| 4                  | Bob Jungels (LUX)      |                    |
| 5                  | Matteo Sobrero (ITA)   |                    |
| 6                  | Danny van Poppel (NED) |                    |
| 7                  | Aleksandr Własow       |                    |

| Groupama-FDJ GFC | Groupama-FDJ GFC        | Groupama-FDJ GFC |
| ---------------- | ----------------------- | ---------------- |
| Nr               | Kolarz                  | Miejsce          |
| 11               | David Gaudu (FRA)       | DNS-8            |
| 12               | Sven Erik Bystrøm (NOR) |                  |
| 13               | Kevin Geniets (LUX)     | DNF-8            |
| 14               | Quentin Pacher (FRA)    |                  |
| 15               | Laurence Pithie (NZL)   |                  |
| 16               | Clément Russo (FRA)     |                  |
| 17               | Samuel Watson (GBR)     |                  |

| Soudal Quick-Step SOQ | Soudal Quick-Step SOQ               | Soudal Quick-Step SOQ |
| --------------------- | ----------------------------------- | --------------------- |
| Nr                    | Kolarz                              | Miejsce               |
| 21                    | Remco Evenepoel (BEL) (szosa i ITT) | 2.                    |
| 22                    | Mattia Cattaneo (ITA)               |                       |
| 23                    | Yves Lampaert (BEL)                 |                       |
| 24                    | Gianni Moscon (ITA)                 |                       |
| 25                    | Casper Pedersen (DEN)               |                       |
| 26                    | Ilan Van Wilder (BEL)               |                       |
| 27                    | Louis Vervaeke (BEL)                |                       |

| UAE Team Emirates UAD | UAE Team Emirates UAD       | UAE Team Emirates UAD |
| --------------------- | --------------------------- | --------------------- |
| Nr                    | Kolarz                      | Miejsce               |
| 31                    | João Almeida (POR) (ITT)    |                       |
| 32                    | Finn Fisher-Black (NZL)     |                       |
| 33                    | Felix Großschartner (AUT)   |                       |
| 34                    | Brandon McNulty (USA) (ITT) |                       |
| 35                    | Nils Politt (GER) (ITT)     |                       |
| 36                    | Marc Soler (ESP)            | DNF-4                 |
| 37                    | Jay Vine (AUS)              |                       |

| Team Visma \| Lease a Bike TVL | Team Visma \| Lease a Bike TVL | Team Visma \| Lease a Bike TVL |
| ------------------------------ | ------------------------------ | ------------------------------ |
| Nr                             | Kolarz                         | Miejsce                        |
| 41                             | Matteo Jorgenson (USA)         |                                |
| 42                             | Edoardo Affini (ITA)           |                                |
| 43                             | Koen Bouwman (NED)             |                                |
| 44                             | Wilco Kelderman (NED)          |                                |
| 45                             | Olav Kooij (NED)               | DNF-8                          |
| 46                             | Tim van Dijke (NED)            |                                |
| 47                             | Mick van Dijke (NED)           |                                |

| Ineos Grenadiers IGD | Ineos Grenadiers IGD             | Ineos Grenadiers IGD |
| -------------------- | -------------------------------- | -------------------- |
| Nr                   | Kolarz                           | Miejsce              |
| 51                   | Egan Bernal (COL)                |                      |
| 52                   | Jonathan Castroviejo (ESP) (ITT) |                      |
| 53                   | Laurens De Plus (BEL)            |                      |
| 54                   | Omar Fraile (ESP)                |                      |
| 55                   | Carlos Rodríguez (ESP)           |                      |
| 56                   | Joshua Tarling (GBR) (ITT)       |                      |
| 57                   | Ben Turner (GBR)                 |                      |

| Lidl-Trek LTK | Lidl-Trek LTK                    | Lidl-Trek LTK |
| ------------- | -------------------------------- | ------------- |
| Nr            | Kolarz                           | Miejsce       |
| 61            | Mads Pedersen (DEN)              |               |
| 62            | Julien Bernard (FRA)             |               |
| 63            | Tim Declercq (BEL)               |               |
| 64            | Ryan Gibbons (RSA) (szosa i ITT) |               |
| 65            | Otto Vergaerde (BEL)             |               |
| 66            | Mattias Skjelmose (DEN) (szosa)  |               |
| 67            | Jasper Stuyven (BEL)             |               |

| Decathlon-AG2R La Mondiale DAT | Decathlon-AG2R La Mondiale DAT | Decathlon-AG2R La Mondiale DAT |
| ------------------------------ | ------------------------------ | ------------------------------ |
| Nr                             | Kolarz                         | Miejsce                        |
| 71                             | Felix Gall (AUT)               |                                |
| 72                             | Bruno Armirail (FRA)           |                                |
| 73                             | Sam Bennett (IRL)              |                                |
| 74                             | Dries De Bondt (BEL)           |                                |
| 75                             | Dorian Godon (FRA)             |                                |
| 76                             | Oliver Naesen (BEL)            | DNS-4                          |
| 77                             | Aurélien Paret-Peintre (FRA)   |                                |

| Team Jayco AlUla JAY | Team Jayco AlUla JAY            | Team Jayco AlUla JAY |
| -------------------- | ------------------------------- | -------------------- |
| Nr                   | Kolarz                          | Miejsce              |
| 81                   | Michael Matthews (AUS)          | DNF-4                |
| 82                   | Luke Durbridge (AUS)            |                      |
| 83                   | Dylan Groenewegen (NED)         | DNS-7                |
| 84                   | Chris Harper (AUS)              |                      |
| 85                   | Luka Mezgec (SLO)               | DNF-7                |
| 86                   | Lucas Plapp (AUS) (szosa i ITT) |                      |
| 87                   | Elmar Reinders (NED)            | DNS-8                |

| Cofidis COF | Cofidis COF                | Cofidis COF |
| ----------- | -------------------------- | ----------- |
| Nr          | Kolarz                     | Miejsce     |
| 91          | Ion Izagirre (ESP)         |             |
| 92          | Bryan Coquard (FRA)        | DNF-6       |
| 93          | Nicolas Debeaumarché (FRA) |             |
| 94          | Alexis Gougeard (FRA)      | DNF-6       |
| 95          | Gorka Izagirre (ESP)       | DNF-4       |
| 96          | Anthony Perez (FRA)        |             |
| 97          | Benjamin Thomas (FRA)      |             |

| Bahrain Victorious TBV | Bahrain Victorious TBV    | Bahrain Victorious TBV |
| ---------------------- | ------------------------- | ---------------------- |
| Nr                     | Kolarz                    | Miejsce                |
| 101                    | Pello Bilbao (ESP)        |                        |
| 102                    | Santiago Buitrago (COL)   | DNF-8                  |
| 103                    | Kamil Gradek (POL)        |                        |
| 104                    | Jack Haig (AUS)           |                        |
| 105                    | Dušan Rajović (SRB)       |                        |
| 106                    | Jasha Sütterlin (GER)     |                        |
| 107                    | Fred Wright (GBR) (szosa) |                        |

| Arkéa-B&B Hotels ARK | Arkéa-B&B Hotels ARK      | Arkéa-B&B Hotels ARK |
| -------------------- | ------------------------- | -------------------- |
| Nr                   | Kolarz                    | Miejsce              |
| 111                  | Arnaud Démare (FRA)       | DNS-7                |
| 112                  | Clément Champoussin (FRA) |                      |
| 113                  | Ewen Costiou (FRA)        |                      |
| 114                  | Donavan Grondin (FRA)     | DNF-6                |
| 115                  | Thibault Guernalec (FRA)  |                      |
| 116                  | Łukasz Owsian (POL)       |                      |
| 117                  | Miles Scotson (AUS)       |                      |

| Lotto Dstny LTD | Lotto Dstny LTD          | Lotto Dstny LTD |
| --------------- | ------------------------ | --------------- |
| Nr              | Kolarz                   | Miejsce         |
| 121             | Arnaud De Lie (BEL)      | DNS-4           |
| 122             | Cédric Beullens (BEL)    |                 |
| 123             | Victor Campenaerts (BEL) |                 |
| 124             | Jasper De Buyst (BEL)    | DNF-7           |
| 125             | Pascal Eenkhoorn (NED)   |                 |
| 126             | Mathijs Paasschens (NED) |                 |
| 127             | Brent Van Moer (BEL)     |                 |

| EF Education-EasyPost EFE | EF Education-EasyPost EFE    | EF Education-EasyPost EFE |
| ------------------------- | ---------------------------- | ------------------------- |
| Nr                        | Kolarz                       | Miejsce                   |
| 131                       | Rigoberto Urán (COL)         | DNF-7                     |
| 132                       | Stefan Bissegger (SUI) (ITT) |                           |
| 133                       | Owain Doull (GBR)            |                           |
| 134                       | Andrea Piccolo (ITA)         | DNS-5                     |
| 135                       | Jonas Rutsch (GER)           |                           |
| 136                       | Harry Sweeny (AUS)           |                           |
| 137                       | Michael Valgren (DEN)        |                           |

| Astana Qazaqstan Team AST | Astana Qazaqstan Team AST            | Astana Qazaqstan Team AST |
| ------------------------- | ------------------------------------ | ------------------------- |
| Nr                        | Kolarz                               | Miejsce                   |
| 141                       | Aleksiej Łucenko (KAZ) (szosa i ITT) | DNF-7                     |
| 142                       | Samuele Battistella (ITA)            |                           |
| 143                       | Anthon Charmig (DEN)                 |                           |
| 144                       | Christian Scaroni (ITA)              |                           |
| 145                       | Rüdiger Selig (GER)                  | DNF-6                     |
| 146                       | Harold Tejada (COL)                  |                           |
| 147                       | Dmitrij Gruzdiew (KAZ)               |                           |

| Movistar Team MOV | Movistar Team MOV        | Movistar Team MOV |
| ----------------- | ------------------------ | ----------------- |
| Nr                | Kolarz                   | Miejsce           |
| 151               | Ruben Guerreiro (POR)    |                   |
| 152               | Jon Barrenetxea (ESP)    |                   |
| 153               | William Barta (USA)      |                   |
| 154               | Rémi Cavagna (FRA) (ITT) |                   |
| 155               | Johan Jacobs (SUI)       |                   |
| 156               | Mathias Norsgaard (DEN)  |                   |
| 157               | Albert Torres (ESP)      |                   |

| Team dsm-firmenich PostNL DFP | Team dsm-firmenich PostNL DFP | Team dsm-firmenich PostNL DFP |
| ----------------------------- | ----------------------------- | ----------------------------- |
| Nr                            | Kolarz                        | Miejsce                       |
| 161                           | Fabio Jakobsen (NED)          | DNF-5                         |
| 162                           | Tobias Lund Andresen (DEN)    | DNS-6                         |
| 163                           | Nils Eekhoff (NED)            | DNS-6                         |
| 164                           | Gijs Leemreize (NED)          |                               |
| 165                           | Timo Roosen (NED)             | DNF-7                         |
| 166                           | Martijn Tusveld (NED)         |                               |
| 167                           | Julius van den Berg (NED)     | DNF-5                         |

| Alpecin-Deceuninck ADC | Alpecin-Deceuninck ADC    | Alpecin-Deceuninck ADC |
| ---------------------- | ------------------------- | ---------------------- |
| Nr                     | Kolarz                    | Miejsce                |
| 171                    | Kaden Groves (AUS)        | DNF-5                  |
| 172                    | Maurice Ballerstedt (GER) |                        |
| 173                    | Silvan Dillier (SUI)      | DNS-6                  |
| 174                    | Robbe Ghys (BEL)          |                        |
| 175                    | Jason Osborne (GER)       |                        |
| 176                    | Edward Planckaert (BEL)   |                        |
| 177                    | Luca Vergallito (ITA)     |                        |

| Israel-Premier Tech IPT | Israel-Premier Tech IPT   | Israel-Premier Tech IPT |
| ----------------------- | ------------------------- | ----------------------- |
| Nr                      | Kolarz                    | Miejsce                 |
| 181                     | Jakob Fuglsang (DEN)      |                         |
| 182                     | Pascal Ackermann (GER)    | DNS-7                   |
| 183                     | Guillaume Boivin (CAN)    |                         |
| 184                     | Hugo Hofstetter (FRA)     | DNF-6                   |
| 185                     | Hugo Houle (CAN)          |                         |
| 186                     | Michael Schwarzmann (GER) | DNS-4                   |
| 187                     | Rick Zabel (GER)          | DNS-7                   |

| Intermarché-Wanty IWA | Intermarché-Wanty IWA           | Intermarché-Wanty IWA |
| --------------------- | ------------------------------- | --------------------- |
| Nr                    | Kolarz                          | Miejsce               |
| 191                   | Gerben Thijssen (BEL)           | DNS-7                 |
| 192                   | Lilian Calmejane (FRA)          |                       |
| 193                   | Dries De Pooter (BEL)           |                       |
| 194                   | Madis Mihkels (EST)             | DNS-8                 |
| 195                   | Adrien Petit (FRA)              |                       |
| 196                   | Roel van Sintmaartensdijk (NED) | DNS-3                 |
| 197                   | Georg Zimmermann (GER)          |                       |

| TotalEnergies TEN | TotalEnergies TEN        | TotalEnergies TEN |
| ----------------- | ------------------------ | ----------------- |
| Nr                | Kolarz                   | Miejsce           |
| 201               | Mathieu Burgaudeau (FRA) |                   |
| 202               | Steff Cras (BEL)         |                   |
| 203               | Sandy Dujardin (FRA)     |                   |
| 204               | Jordan Jegat (FRA)       |                   |
| 205               | Pierre Latour (FRA)      | DNF-7             |
| 206               | Anthony Turgis (FRA)     | DNF-7             |
| 207               | Dries Van Gestel (BEL)   |                   |

| Tudor Pro Cycling Team TUD | Tudor Pro Cycling Team TUD | Tudor Pro Cycling Team TUD |
| -------------------------- | -------------------------- | -------------------------- |
| Nr                         | Kolarz                     | Miejsce                    |
| 211                        | Michael Storer (AUS)       |                            |
| 212                        | Arvid de Kleijn (NED)      | DNF-5                      |
| 213                        | Arthur Kluckers (LUX)      |                            |
| 214                        | Rick Pluimers (NED)        |                            |
| 215                        | Matteo Trentin (ITA)       |                            |
| 216                        | Yannis Voisard (SUI)       |                            |
| 217                        | Maikel Zijlaard (NED)      | DNF-6                      |

| Bora-Hansgrohe BOH | Bora-Hansgrohe BOH     | Bora-Hansgrohe BOH |
| ------------------ | ---------------------- | ------------------ |
| Nr                 | Kolarz                 | Miejsce            |
| 1                  | Primož Roglič (SLO)    | 10.                |
| 2                  | Nico Denz (GER)        |                    |
| 3                  | Marco Haller (AUT)     |                    |
| 4                  | Bob Jungels (LUX)      |                    |
| 5                  | Matteo Sobrero (ITA)   |                    |
| 6                  | Danny van Poppel (NED) |                    |
| 7                  | Aleksandr Własow       |                    |

| Groupama-FDJ GFC | Groupama-FDJ GFC        | Groupama-FDJ GFC |
| ---------------- | ----------------------- | ---------------- |
| Nr               | Kolarz                  | Miejsce          |
| 11               | David Gaudu (FRA)       | DNS-8            |
| 12               | Sven Erik Bystrøm (NOR) |                  |
| 13               | Kevin Geniets (LUX)     | DNF-8            |
| 14               | Quentin Pacher (FRA)    |                  |
| 15               | Laurence Pithie (NZL)   |                  |
| 16               | Clément Russo (FRA)     |                  |
| 17               | Samuel Watson (GBR)     |                  |

| Soudal Quick-Step SOQ | Soudal Quick-Step SOQ               | Soudal Quick-Step SOQ |
| --------------------- | ----------------------------------- | --------------------- |
| Nr                    | Kolarz                              | Miejsce               |
| 21                    | Remco Evenepoel (BEL) (szosa i ITT) | 2.                    |
| 22                    | Mattia Cattaneo (ITA)               |                       |
| 23                    | Yves Lampaert (BEL)                 |                       |
| 24                    | Gianni Moscon (ITA)                 |                       |
| 25                    | Casper Pedersen (DEN)               |                       |
| 26                    | Ilan Van Wilder (BEL)               |                       |
| 27                    | Louis Vervaeke (BEL)                |                       |

| UAE Team Emirates UAD | UAE Team Emirates UAD       | UAE Team Emirates UAD |
| --------------------- | --------------------------- | --------------------- |
| Nr                    | Kolarz                      | Miejsce               |
| 31                    | João Almeida (POR) (ITT)    |                       |
| 32                    | Finn Fisher-Black (NZL)     |                       |
| 33                    | Felix Großschartner (AUT)   |                       |
| 34                    | Brandon McNulty (USA) (ITT) |                       |
| 35                    | Nils Politt (GER) (ITT)     |                       |
| 36                    | Marc Soler (ESP)            | DNF-4                 |
| 37                    | Jay Vine (AUS)              |                       |

| Team Visma \| Lease a Bike TVL | Team Visma \| Lease a Bike TVL | Team Visma \| Lease a Bike TVL |
| ------------------------------ | ------------------------------ | ------------------------------ |
| Nr                             | Kolarz                         | Miejsce                        |
| 41                             | Matteo Jorgenson (USA)         |                                |
| 42                             | Edoardo Affini (ITA)           |                                |
| 43                             | Koen Bouwman (NED)             |                                |
| 44                             | Wilco Kelderman (NED)          |                                |
| 45                             | Olav Kooij (NED)               | DNF-8                          |
| 46                             | Tim van Dijke (NED)            |                                |
| 47                             | Mick van Dijke (NED)           |                                |

| Ineos Grenadiers IGD | Ineos Grenadiers IGD             | Ineos Grenadiers IGD |
| -------------------- | -------------------------------- | -------------------- |
| Nr                   | Kolarz                           | Miejsce              |
| 51                   | Egan Bernal (COL)                |                      |
| 52                   | Jonathan Castroviejo (ESP) (ITT) |                      |
| 53                   | Laurens De Plus (BEL)            |                      |
| 54                   | Omar Fraile (ESP)                |                      |
| 55                   | Carlos Rodríguez (ESP)           |                      |
| 56                   | Joshua Tarling (GBR) (ITT)       |                      |
| 57                   | Ben Turner (GBR)                 |                      |

| Lidl-Trek LTK | Lidl-Trek LTK                    | Lidl-Trek LTK |
| ------------- | -------------------------------- | ------------- |
| Nr            | Kolarz                           | Miejsce       |
| 61            | Mads Pedersen (DEN)              |               |
| 62            | Julien Bernard (FRA)             |               |
| 63            | Tim Declercq (BEL)               |               |
| 64            | Ryan Gibbons (RSA) (szosa i ITT) |               |
| 65            | Otto Vergaerde (BEL)             |               |
| 66            | Mattias Skjelmose (DEN) (szosa)  |               |
| 67            | Jasper Stuyven (BEL)             |               |

| Decathlon-AG2R La Mondiale DAT | Decathlon-AG2R La Mondiale DAT | Decathlon-AG2R La Mondiale DAT |
| ------------------------------ | ------------------------------ | ------------------------------ |
| Nr                             | Kolarz                         | Miejsce                        |
| 71                             | Felix Gall (AUT)               |                                |
| 72                             | Bruno Armirail (FRA)           |                                |
| 73                             | Sam Bennett (IRL)              |                                |
| 74                             | Dries De Bondt (BEL)           |                                |
| 75                             | Dorian Godon (FRA)             |                                |
| 76                             | Oliver Naesen (BEL)            | DNS-4                          |
| 77                             | Aurélien Paret-Peintre (FRA)   |                                |

| Team Jayco AlUla JAY | Team Jayco AlUla JAY            | Team Jayco AlUla JAY |
| -------------------- | ------------------------------- | -------------------- |
| Nr                   | Kolarz                          | Miejsce              |
| 81                   | Michael Matthews (AUS)          | DNF-4                |
| 82                   | Luke Durbridge (AUS)            |                      |
| 83                   | Dylan Groenewegen (NED)         | DNS-7                |
| 84                   | Chris Harper (AUS)              |                      |
| 85                   | Luka Mezgec (SLO)               | DNF-7                |
| 86                   | Lucas Plapp (AUS) (szosa i ITT) |                      |
| 87                   | Elmar Reinders (NED)            | DNS-8                |

| Cofidis COF | Cofidis COF                | Cofidis COF |
| ----------- | -------------------------- | ----------- |
| Nr          | Kolarz                     | Miejsce     |
| 91          | Ion Izagirre (ESP)         |             |
| 92          | Bryan Coquard (FRA)        | DNF-6       |
| 93          | Nicolas Debeaumarché (FRA) |             |
| 94          | Alexis Gougeard (FRA)      | DNF-6       |
| 95          | Gorka Izagirre (ESP)       | DNF-4       |
| 96          | Anthony Perez (FRA)        |             |
| 97          | Benjamin Thomas (FRA)      |             |

| Bahrain Victorious TBV | Bahrain Victorious TBV    | Bahrain Victorious TBV |
| ---------------------- | ------------------------- | ---------------------- |
| Nr                     | Kolarz                    | Miejsce                |
| 101                    | Pello Bilbao (ESP)        |                        |
| 102                    | Santiago Buitrago (COL)   | DNF-8                  |
| 103                    | Kamil Gradek (POL)        |                        |
| 104                    | Jack Haig (AUS)           |                        |
| 105                    | Dušan Rajović (SRB)       |                        |
| 106                    | Jasha Sütterlin (GER)     |                        |
| 107                    | Fred Wright (GBR) (szosa) |                        |

| Arkéa-B&B Hotels ARK | Arkéa-B&B Hotels ARK      | Arkéa-B&B Hotels ARK |
| -------------------- | ------------------------- | -------------------- |
| Nr                   | Kolarz                    | Miejsce              |
| 111                  | Arnaud Démare (FRA)       | DNS-7                |
| 112                  | Clément Champoussin (FRA) |                      |
| 113                  | Ewen Costiou (FRA)        |                      |
| 114                  | Donavan Grondin (FRA)     | DNF-6                |
| 115                  | Thibault Guernalec (FRA)  |                      |
| 116                  | Łukasz Owsian (POL)       |                      |
| 117                  | Miles Scotson (AUS)       |                      |

| Lotto Dstny LTD | Lotto Dstny LTD          | Lotto Dstny LTD |
| --------------- | ------------------------ | --------------- |
| Nr              | Kolarz                   | Miejsce         |
| 121             | Arnaud De Lie (BEL)      | DNS-4           |
| 122             | Cédric Beullens (BEL)    |                 |
| 123             | Victor Campenaerts (BEL) |                 |
| 124             | Jasper De Buyst (BEL)    | DNF-7           |
| 125             | Pascal Eenkhoorn (NED)   |                 |
| 126             | Mathijs Paasschens (NED) |                 |
| 127             | Brent Van Moer (BEL)     |                 |

| EF Education-EasyPost EFE | EF Education-EasyPost EFE    | EF Education-EasyPost EFE |
| ------------------------- | ---------------------------- | ------------------------- |
| Nr                        | Kolarz                       | Miejsce                   |
| 131                       | Rigoberto Urán (COL)         | DNF-7                     |
| 132                       | Stefan Bissegger (SUI) (ITT) |                           |
| 133                       | Owain Doull (GBR)            |                           |
| 134                       | Andrea Piccolo (ITA)         | DNS-5                     |
| 135                       | Jonas Rutsch (GER)           |                           |
| 136                       | Harry Sweeny (AUS)           |                           |
| 137                       | Michael Valgren (DEN)        |                           |

| Astana Qazaqstan Team AST | Astana Qazaqstan Team AST            | Astana Qazaqstan Team AST |
| ------------------------- | ------------------------------------ | ------------------------- |
| Nr                        | Kolarz                               | Miejsce                   |
| 141                       | Aleksiej Łucenko (KAZ) (szosa i ITT) | DNF-7                     |
| 142                       | Samuele Battistella (ITA)            |                           |
| 143                       | Anthon Charmig (DEN)                 |                           |
| 144                       | Christian Scaroni (ITA)              |                           |
| 145                       | Rüdiger Selig (GER)                  | DNF-6                     |
| 146                       | Harold Tejada (COL)                  |                           |
| 147                       | Dmitrij Gruzdiew (KAZ)               |                           |

| Movistar Team MOV | Movistar Team MOV        | Movistar Team MOV |
| ----------------- | ------------------------ | ----------------- |
| Nr                | Kolarz                   | Miejsce           |
| 151               | Ruben Guerreiro (POR)    |                   |
| 152               | Jon Barrenetxea (ESP)    |                   |
| 153               | William Barta (USA)      |                   |
| 154               | Rémi Cavagna (FRA) (ITT) |                   |
| 155               | Johan Jacobs (SUI)       |                   |
| 156               | Mathias Norsgaard (DEN)  |                   |
| 157               | Albert Torres (ESP)      |                   |

| Team dsm-firmenich PostNL DFP | Team dsm-firmenich PostNL DFP | Team dsm-firmenich PostNL DFP |
| ----------------------------- | ----------------------------- | ----------------------------- |
| Nr                            | Kolarz                        | Miejsce                       |
| 161                           | Fabio Jakobsen (NED)          | DNF-5                         |
| 162                           | Tobias Lund Andresen (DEN)    | DNS-6                         |
| 163                           | Nils Eekhoff (NED)            | DNS-6                         |
| 164                           | Gijs Leemreize (NED)          |                               |
| 165                           | Timo Roosen (NED)             | DNF-7                         |
| 166                           | Martijn Tusveld (NED)         |                               |
| 167                           | Julius van den Berg (NED)     | DNF-5                         |

| Alpecin-Deceuninck ADC | Alpecin-Deceuninck ADC    | Alpecin-Deceuninck ADC |
| ---------------------- | ------------------------- | ---------------------- |
| Nr                     | Kolarz                    | Miejsce                |
| 171                    | Kaden Groves (AUS)        | DNF-5                  |
| 172                    | Maurice Ballerstedt (GER) |                        |
| 173                    | Silvan Dillier (SUI)      | DNS-6                  |
| 174                    | Robbe Ghys (BEL)          |                        |
| 175                    | Jason Osborne (GER)       |                        |
| 176                    | Edward Planckaert (BEL)   |                        |
| 177                    | Luca Vergallito (ITA)     |                        |

| Israel-Premier Tech IPT | Israel-Premier Tech IPT   | Israel-Premier Tech IPT |
| ----------------------- | ------------------------- | ----------------------- |
| Nr                      | Kolarz                    | Miejsce                 |
| 181                     | Jakob Fuglsang (DEN)      |                         |
| 182                     | Pascal Ackermann (GER)    | DNS-7                   |
| 183                     | Guillaume Boivin (CAN)    |                         |
| 184                     | Hugo Hofstetter (FRA)     | DNF-6                   |
| 185                     | Hugo Houle (CAN)          |                         |
| 186                     | Michael Schwarzmann (GER) | DNS-4                   |
| 187                     | Rick Zabel (GER)          | DNS-7                   |

| Intermarché-Wanty IWA | Intermarché-Wanty IWA           | Intermarché-Wanty IWA |
| --------------------- | ------------------------------- | --------------------- |
| Nr                    | Kolarz                          | Miejsce               |
| 191                   | Gerben Thijssen (BEL)           | DNS-7                 |
| 192                   | Lilian Calmejane (FRA)          |                       |
| 193                   | Dries De Pooter (BEL)           |                       |
| 194                   | Madis Mihkels (EST)             | DNS-8                 |
| 195                   | Adrien Petit (FRA)              |                       |
| 196                   | Roel van Sintmaartensdijk (NED) | DNS-3                 |
| 197                   | Georg Zimmermann (GER)          |                       |

| TotalEnergies TEN | TotalEnergies TEN        | TotalEnergies TEN |
| ----------------- | ------------------------ | ----------------- |
| Nr                | Kolarz                   | Miejsce           |
| 201               | Mathieu Burgaudeau (FRA) |                   |
| 202               | Steff Cras (BEL)         |                   |
| 203               | Sandy Dujardin (FRA)     |                   |
| 204               | Jordan Jegat (FRA)       |                   |
| 205               | Pierre Latour (FRA)      | DNF-7             |
| 206               | Anthony Turgis (FRA)     | DNF-7             |
| 207               | Dries Van Gestel (BEL)   |                   |

| Tudor Pro Cycling Team TUD | Tudor Pro Cycling Team TUD | Tudor Pro Cycling Team TUD |
| -------------------------- | -------------------------- | -------------------------- |
| Nr                         | Kolarz                     | Miejsce                    |
| 211                        | Michael Storer (AUS)       |                            |
| 212                        | Arvid de Kleijn (NED)      | DNF-5                      |
| 213                        | Arthur Kluckers (LUX)      |                            |
| 214                        | Rick Pluimers (NED)        |                            |
| 215                        | Matteo Trentin (ITA)       |                            |
| 216                        | Yannis Voisard (SUI)       |                            |
| 217                        | Maikel Zijlaard (NED)      | DNF-6                      |

Legenda: DNF – nie ukończył etapu, OTL – przekroczył limit czasu, DNS – nie wystartował do etapu, DSQ – zdyskwalifikowany. Numer przy skrócie oznacza etap, na którym kolarz opuścił wyścig.

## Wyniki etapów

### Etap 1
| Les Mureaux - Les Mureaux | pagórkowaty | (157,7 km) |

| \| Klasyfikacja etapu \| Klasyfikacja etapu \| Klasyfikacja etapu \| Klasyfikacja etapu \| Klasyfikacja etapu \| \| Kolarz \| Kolarz \| Państwo \| Drużyna \| Czas \| \| ------------------ \| ------------------ \| ------------------ \| -------------------------- \| ------------------ \| \| 1. \| Olav Kooij \| Holandia \| Team Visma \\| Lease a Bike \| 3h 36' 28" \| \| 2. \| Mads Pedersen \| Dania \| Lidl-Trek \| + 0" \| \| 3. \| Laurence Pithie \| Nowa Zelandia \| Groupama-FDJ \| + 0" \| \| 4. \| Nils Eekhoff \| Holandia \| Team dsm-firmenich PostNL \| + 0" \| \| 5. \| Madis Mihkels \| Estonia \| Intermarché-Wanty \| + 0" \| \| 6. \| Michael Matthews \| Australia \| Team Jayco AlUla \| + 0" \| \| 7. \| Matteo Trentin \| Włochy \| Tudor Pro Cycling Team \| + 0" \| \| 8. \| Mattias Skjelmose \| Dania \| Lidl-Trek \| + 0" \| \| 9. \| Sandy Dujardin \| Francja \| TotalEnergies \| + 0" \| \| 10. \| Kaden Groves \| Australia \| Alpecin-Deceuninck \| + 0" \| |                   |               |                            |            |
| |                   |               |                            |            |
| Źródło: ProCyclingStats |                   |               |                            |            |
| Klasyfikacja etapu |                   |               |                            |            |
| Kolarz | Kolarz            | Państwo       | Drużyna                    | Czas       |
| 1. | Olav Kooij        | Holandia      | Team Visma \| Lease a Bike | 3h 36' 28" |
| 2. | Mads Pedersen     | Dania         | Lidl-Trek                  | + 0"       |
| 3. | Laurence Pithie   | Nowa Zelandia | Groupama-FDJ               | + 0"       |
| 4. | Nils Eekhoff      | Holandia      | Team dsm-firmenich PostNL  | + 0"       |
| 5. | Madis Mihkels     | Estonia       | Intermarché-Wanty          | + 0"       |
| 6. | Michael Matthews  | Australia     | Team Jayco AlUla           | + 0"       |
| 7. | Matteo Trentin    | Włochy        | Tudor Pro Cycling Team     | + 0"       |
| 8. | Mattias Skjelmose | Dania         | Lidl-Trek                  | + 0"       |
| 9. | Sandy Dujardin    | Francja       | TotalEnergies              | + 0"       |
| 10. | Kaden Groves      | Australia     | Alpecin-Deceuninck         | + 0"       |

| \| Klasyfikacja generalna \| Klasyfikacja generalna \| Klasyfikacja generalna \| Klasyfikacja generalna \| Klasyfikacja generalna \| \| Kolarz \| Kolarz \| Państwo \| Drużyna \| Czas \| \| ---------------------- \| ---------------------- \| ---------------------- \| -------------------------- \| ---------------------- \| \| 1. \| Olav Kooij \| Holandia \| Team Visma \\| Lease a Bike \| 3h 36' 18" \| \| 2. \| Mads Pedersen \| Dania \| Lidl-Trek \| + 4" \| \| 3. \| Matteo Jorgenson \| Stany Zjednoczone \| Team Visma \\| Lease a Bike \| + 4" \| \| 4. \| Laurence Pithie \| Nowa Zelandia \| Groupama-FDJ \| + 6" \| \| 5. \| Remco Evenepoel \| Belgia \| Soudal Quick-Step \| + 6" \| \| 6. \| Egan Bernal \| Kolumbia \| Ineos Grenadiers \| + 8" \| \| 7. \| Nils Eekhoff \| Holandia \| Team dsm-firmenich PostNL \| + 10" \| \| 8. \| Madis Mihkels \| Estonia \| Intermarché-Wanty \| + 10" \| \| 9. \| Michael Matthews \| Australia \| Team Jayco AlUla \| + 10" \| \| 10. \| Matteo Trentin \| Włochy \| Tudor Pro Cycling Team \| + 10" \| |                  |                   |                            |            |
| |                  |                   |                            |            |
| Źródło: ProCyclingStats |                  |                   |                            |            |
| Klasyfikacja generalna |                  |                   |                            |            |
| Kolarz | Kolarz           | Państwo           | Drużyna                    | Czas       |
| 1. | Olav Kooij       | Holandia          | Team Visma \| Lease a Bike | 3h 36' 18" |
| 2. | Mads Pedersen    | Dania             | Lidl-Trek                  | + 4"       |
| 3. | Matteo Jorgenson | Stany Zjednoczone | Team Visma \| Lease a Bike | + 4"       |
| 4. | Laurence Pithie  | Nowa Zelandia     | Groupama-FDJ               | + 6"       |
| 5. | Remco Evenepoel  | Belgia            | Soudal Quick-Step          | + 6"       |
| 6. | Egan Bernal      | Kolumbia          | Ineos Grenadiers           | + 8"       |
| 7. | Nils Eekhoff     | Holandia          | Team dsm-firmenich PostNL  | + 10"      |
| 8. | Madis Mihkels    | Estonia           | Intermarché-Wanty          | + 10"      |
| 9. | Michael Matthews | Australia         | Team Jayco AlUla           | + 10"      |
| 10. | Matteo Trentin   | Włochy            | Tudor Pro Cycling Team     | + 10"      |

### Etap 2
| Thoiry - Montargis | płaski | (177,6 km) |

| \| Klasyfikacja etapu \| Klasyfikacja etapu \| Klasyfikacja etapu \| Klasyfikacja etapu \| Klasyfikacja etapu \| \| Kolarz \| Kolarz \| Państwo \| Drużyna \| Czas \| \| ------------------ \| ------------------ \| ------------------ \| -------------------------- \| ------------------ \| \| 1. \| Arvid de Kleijn \| Holandia \| Tudor Pro Cycling Team \| 4h 41' 14" \| \| 2. \| Laurence Pithie \| Nowa Zelandia \| Groupama-FDJ \| + 0" \| \| 3. \| Dylan Groenewegen \| Holandia \| Team Jayco AlUla \| + 0" \| \| 4. \| Danny van Poppel \| Holandia \| Bora-Hansgrohe \| + 0" \| \| 5. \| Gerben Thijssen \| Belgia \| Intermarché-Wanty \| + 0" \| \| 6. \| Sam Bennett \| Irlandia \| Decathlon-AG2R La Mondiale \| + 0" \| \| 7. \| Dries Van Gestel \| Belgia \| TotalEnergies \| + 0" \| \| 8. \| Mads Pedersen \| Dania \| Lidl-Trek \| + 0" \| \| 9. \| Pascal Ackermann \| Niemcy \| Israel-Premier Tech \| + 0" \| \| 10. \| Matteo Sobrero \| Włochy \| Bora-Hansgrohe \| + 0" \| |                   |               |                            |            |
| |                   |               |                            |            |
| Źródło: ProCyclingStats |                   |               |                            |            |
| Klasyfikacja etapu |                   |               |                            |            |
| Kolarz | Kolarz            | Państwo       | Drużyna                    | Czas       |
| 1. | Arvid de Kleijn   | Holandia      | Tudor Pro Cycling Team     | 4h 41' 14" |
| 2. | Laurence Pithie   | Nowa Zelandia | Groupama-FDJ               | + 0"       |
| 3. | Dylan Groenewegen | Holandia      | Team Jayco AlUla           | + 0"       |
| 4. | Danny van Poppel  | Holandia      | Bora-Hansgrohe             | + 0"       |
| 5. | Gerben Thijssen   | Belgia        | Intermarché-Wanty          | + 0"       |
| 6. | Sam Bennett       | Irlandia      | Decathlon-AG2R La Mondiale | + 0"       |
| 7. | Dries Van Gestel  | Belgia        | TotalEnergies              | + 0"       |
| 8. | Mads Pedersen     | Dania         | Lidl-Trek                  | + 0"       |
| 9. | Pascal Ackermann  | Niemcy        | Israel-Premier Tech        | + 0"       |
| 10. | Matteo Sobrero    | Włochy        | Bora-Hansgrohe             | + 0"       |

| \| Klasyfikacja generalna \| Klasyfikacja generalna \| Klasyfikacja generalna \| Klasyfikacja generalna \| Klasyfikacja generalna \| \| Kolarz \| Kolarz \| Państwo \| Drużyna \| Czas \| \| ---------------------- \| ---------------------- \| ---------------------- \| -------------------------- \| ---------------------- \| \| 1. \| Laurence Pithie \| Nowa Zelandia \| Groupama-FDJ \| 8h 17' 20" \| \| 2. \| Mads Pedersen \| Dania \| Lidl-Trek \| + 0" \| \| 3. \| Olav Kooij \| Holandia \| Team Visma \\| Lease a Bike \| + 0" \| \| 4. \| Matteo Jorgenson \| Stany Zjednoczone \| Team Visma \\| Lease a Bike \| + 4" \| \| 5. \| Remco Evenepoel \| Belgia \| Soudal Quick-Step \| + 6" \| \| 6. \| Egan Bernal \| Kolumbia \| Ineos Grenadiers \| + 8" \| \| 7. \| Mattias Skjelmose \| Dania \| Lidl-Trek \| + 8" \| \| 8. \| Kaden Groves \| Australia \| Alpecin-Deceuninck \| + 10" \| \| 9. \| Sam Bennett \| Irlandia \| Decathlon-AG2R La Mondiale \| + 10" \| \| 10. \| Jon Barrenetxea \| Hiszpania \| Movistar Team \| + 10" \| |                   |                   |                            |            |
| |                   |                   |                            |            |
| Źródło: ProCyclingStats |                   |                   |                            |            |
| Klasyfikacja generalna |                   |                   |                            |            |
| Kolarz | Kolarz            | Państwo           | Drużyna                    | Czas       |
| 1. | Laurence Pithie   | Nowa Zelandia     | Groupama-FDJ               | 8h 17' 20" |
| 2. | Mads Pedersen     | Dania             | Lidl-Trek                  | + 0"       |
| 3. | Olav Kooij        | Holandia          | Team Visma \| Lease a Bike | + 0"       |
| 4. | Matteo Jorgenson  | Stany Zjednoczone | Team Visma \| Lease a Bike | + 4"       |
| 5. | Remco Evenepoel   | Belgia            | Soudal Quick-Step          | + 6"       |
| 6. | Egan Bernal       | Kolumbia          | Ineos Grenadiers           | + 8"       |
| 7. | Mattias Skjelmose | Dania             | Lidl-Trek                  | + 8"       |
| 8. | Kaden Groves      | Australia         | Alpecin-Deceuninck         | + 10"      |
| 9. | Sam Bennett       | Irlandia          | Decathlon-AG2R La Mondiale | + 10"      |
| 10. | Jon Barrenetxea   | Hiszpania         | Movistar Team              | + 10"      |

### Etap 3
| Auxerre - Auxerre | jazda drużynowa na czas | (26,9 km) |

| \| Klasyfikacja etapu \| Klasyfikacja etapu \| Klasyfikacja etapu \| Klasyfikacja etapu \| Klasyfikacja etapu \| \| Kolarz \| Kolarz \| Państwo \| Drużyna \| Czas \| \| ------------------ \| -------------------------- \| ------------------ \| ------------------ \| ------------------ \| \| 1. \| UAE Team Emirates \| \| \| 31' 23" \| \| 2. \| Team Jayco AlUla \| \| \| + 15" \| \| 3. \| EF Education-EasyPost \| \| \| + 20" \| \| 4. \| Soudal Quick-Step \| \| \| + 22" \| \| 5. \| Ineos Grenadiers \| \| \| + 22" \| \| 6. \| Team Visma \\| Lease a Bike \| \| \| + 38" \| \| 7. \| Astana Qazaqstan Team \| \| \| + 39" \| \| 8. \| Decathlon-AG2R La Mondiale \| \| \| + 39" \| \| 9. \| Cofidis \| \| \| + 39" \| \| 10. \| Bahrain Victorious \| \| \| + 42" \| |                            |         |         |         |
| |                            |         |         |         |
| Źródło: ProCyclingStats |                            |         |         |         |
| Klasyfikacja etapu |                            |         |         |         |
| Kolarz | Kolarz                     | Państwo | Drużyna | Czas    |
| 1. | UAE Team Emirates          |         |         | 31' 23" |
| 2. | Team Jayco AlUla           |         |         | + 15"   |
| 3. | EF Education-EasyPost      |         |         | + 20"   |
| 4. | Soudal Quick-Step          |         |         | + 22"   |
| 5. | Ineos Grenadiers           |         |         | + 22"   |
| 6. | Team Visma \| Lease a Bike |         |         | + 38"   |
| 7. | Astana Qazaqstan Team      |         |         | + 39"   |
| 8. | Decathlon-AG2R La Mondiale |         |         | + 39"   |
| 9. | Cofidis                    |         |         | + 39"   |
| 10. | Bahrain Victorious         |         |         | + 42"   |

| \| Klasyfikacja generalna \| Klasyfikacja generalna \| Klasyfikacja generalna \| Klasyfikacja generalna \| Klasyfikacja generalna \| \| Kolarz \| Kolarz \| Państwo \| Drużyna \| Czas \| \| ---------------------- \| ---------------------- \| ---------------------- \| ---------------------- \| ---------------------- \| \| 1. \| Brandon McNulty \| Stany Zjednoczone \| UAE Team Emirates \| 8h 48' 53" \| \| 2. \| Finn Fisher-Black \| Nowa Zelandia \| UAE Team Emirates \| + 0" \| \| 3. \| João Almeida \| Portugalia \| UAE Team Emirates \| + 0" \| \| 4. \| Jay Vine \| Australia \| UAE Team Emirates \| + 0" \| \| 5. \| Michael Matthews \| Australia \| Team Jayco AlUla \| + 15" \| \| 6. \| Chris Harper \| Australia \| Team Jayco AlUla \| + 15" \| \| 7. \| Lucas Plapp \| Australia \| Team Jayco AlUla \| + 15" \| \| 8. \| Remco Evenepoel \| Belgia \| Soudal Quick-Step \| + 18" \| \| 9. \| Owain Doull \| Wielka Brytania \| EF Education-EasyPost \| + 20" \| \| 10. \| Egan Bernal \| Kolumbia \| Ineos Grenadiers \| + 20" \| |                   |                   |                       |            |
| |                   |                   |                       |            |
| Źródło: ProCyclingStats |                   |                   |                       |            |
| Klasyfikacja generalna |                   |                   |                       |            |
| Kolarz | Kolarz            | Państwo           | Drużyna               | Czas       |
| 1. | Brandon McNulty   | Stany Zjednoczone | UAE Team Emirates     | 8h 48' 53" |
| 2. | Finn Fisher-Black | Nowa Zelandia     | UAE Team Emirates     | + 0"       |
| 3. | João Almeida      | Portugalia        | UAE Team Emirates     | + 0"       |
| 4. | Jay Vine          | Australia         | UAE Team Emirates     | + 0"       |
| 5. | Michael Matthews  | Australia         | Team Jayco AlUla      | + 15"      |
| 6. | Chris Harper      | Australia         | Team Jayco AlUla      | + 15"      |
| 7. | Lucas Plapp       | Australia         | Team Jayco AlUla      | + 15"      |
| 8. | Remco Evenepoel   | Belgia            | Soudal Quick-Step     | + 18"      |
| 9. | Owain Doull       | Wielka Brytania   | EF Education-EasyPost | + 20"      |
| 10. | Egan Bernal       | Kolumbia          | Ineos Grenadiers      | + 20"      |

### Etap 4
| Chalon-sur-Saône - Mount Brouilly | górski | (183 km) |

| \| Klasyfikacja etapu \| Klasyfikacja etapu \| Klasyfikacja etapu \| Klasyfikacja etapu \| Klasyfikacja etapu \| \| Kolarz \| Kolarz \| Państwo \| Drużyna \| Czas \| \| ------------------ \| ------------------ \| ------------------ \| -------------------------- \| ------------------ \| \| 1. \| Santiago Buitrago \| Kolumbia \| Bahrain Victorious \| 4h 25' 52" \| \| 2. \| Lucas Plapp \| Australia \| Team Jayco AlUla \| + 10" \| \| 3. \| Mattias Skjelmose \| Dania \| Lidl-Trek \| + 37" \| \| 4. \| Remco Evenepoel \| Belgia \| Soudal Quick-Step \| + 37" \| \| 5. \| Egan Bernal \| Kolumbia \| Ineos Grenadiers \| + 39" \| \| 6. \| Felix Gall \| Austria \| Decathlon-AG2R La Mondiale \| + 39" \| \| 7. \| Primož Roglič \| Słowenia \| Bora-Hansgrohe \| + 39" \| \| 8. \| Matteo Jorgenson \| Stany Zjednoczone \| Team Visma \\| Lease a Bike \| + 39" \| \| 9. \| Harold Tejada \| Kolumbia \| Astana Qazaqstan Team \| + 43" \| \| 10. \| Brandon McNulty \| Stany Zjednoczone \| UAE Team Emirates \| + 46" \| |                   |                   |                            |            |
| |                   |                   |                            |            |
| Źródło: ProCyclingStats |                   |                   |                            |            |
| Klasyfikacja etapu |                   |                   |                            |            |
| Kolarz | Kolarz            | Państwo           | Drużyna                    | Czas       |
| 1. | Santiago Buitrago | Kolumbia          | Bahrain Victorious         | 4h 25' 52" |
| 2. | Lucas Plapp       | Australia         | Team Jayco AlUla           | + 10"      |
| 3. | Mattias Skjelmose | Dania             | Lidl-Trek                  | + 37"      |
| 4. | Remco Evenepoel   | Belgia            | Soudal Quick-Step          | + 37"      |
| 5. | Egan Bernal       | Kolumbia          | Ineos Grenadiers           | + 39"      |
| 6. | Felix Gall        | Austria           | Decathlon-AG2R La Mondiale | + 39"      |
| 7. | Primož Roglič     | Słowenia          | Bora-Hansgrohe             | + 39"      |
| 8. | Matteo Jorgenson  | Stany Zjednoczone | Team Visma \| Lease a Bike | + 39"      |
| 9. | Harold Tejada     | Kolumbia          | Astana Qazaqstan Team      | + 43"      |
| 10. | Brandon McNulty   | Stany Zjednoczone | UAE Team Emirates          | + 46"      |

| \| Klasyfikacja generalna \| Klasyfikacja generalna \| Klasyfikacja generalna \| Klasyfikacja generalna \| Klasyfikacja generalna \| \| Kolarz \| Kolarz \| Państwo \| Drużyna \| Czas \| \| ---------------------- \| ---------------------- \| ---------------------- \| -------------------------- \| ---------------------- \| \| 1. \| Lucas Plapp \| Australia \| Team Jayco AlUla \| 13h 15' 04" \| \| 2. \| Santiago Buitrago \| Kolumbia \| Bahrain Victorious \| + 13" \| \| 3. \| Brandon McNulty \| Stany Zjednoczone \| UAE Team Emirates \| + 27" \| \| 4. \| João Almeida \| Portugalia \| UAE Team Emirates \| + 29" \| \| 5. \| Remco Evenepoel \| Belgia \| Soudal Quick-Step \| + 30" \| \| 6. \| Egan Bernal \| Kolumbia \| Ineos Grenadiers \| + 40" \| \| 7. \| Chris Harper \| Australia \| Team Jayco AlUla \| + 46" \| \| 8. \| Matteo Jorgenson \| Stany Zjednoczone \| Team Visma \\| Lease a Bike \| + 52" \| \| 9. \| Rigoberto Urán \| Kolumbia \| EF Education-EasyPost \| + 54" \| \| 10. \| Carlos Rodríguez \| Hiszpania \| Ineos Grenadiers \| + 1' 02" \| |                   |                   |                            |             |
| |                   |                   |                            |             |
| Źródło: ProCyclingStats |                   |                   |                            |             |
| Klasyfikacja generalna |                   |                   |                            |             |
| Kolarz | Kolarz            | Państwo           | Drużyna                    | Czas        |
| 1. | Lucas Plapp       | Australia         | Team Jayco AlUla           | 13h 15' 04" |
| 2. | Santiago Buitrago | Kolumbia          | Bahrain Victorious         | + 13"       |
| 3. | Brandon McNulty   | Stany Zjednoczone | UAE Team Emirates          | + 27"       |
| 4. | João Almeida      | Portugalia        | UAE Team Emirates          | + 29"       |
| 5. | Remco Evenepoel   | Belgia            | Soudal Quick-Step          | + 30"       |
| 6. | Egan Bernal       | Kolumbia          | Ineos Grenadiers           | + 40"       |
| 7. | Chris Harper      | Australia         | Team Jayco AlUla           | + 46"       |
| 8. | Matteo Jorgenson  | Stany Zjednoczone | Team Visma \| Lease a Bike | + 52"       |
| 9. | Rigoberto Urán    | Kolumbia          | EF Education-EasyPost      | + 54"       |
| 10. | Carlos Rodríguez  | Hiszpania         | Ineos Grenadiers           | + 1' 02"    |

### Etap 5
| Saint-Sauveur-de-Montagut - Sisteron | górzysty | (193,5 km) |

| \| Klasyfikacja etapu \| Klasyfikacja etapu \| Klasyfikacja etapu \| Klasyfikacja etapu \| Klasyfikacja etapu \| \| Kolarz \| Kolarz \| Państwo \| Drużyna \| Czas \| \| ------------------ \| -------------------- \| ------------------ \| -------------------------- \| ------------------ \| \| 1. \| Olav Kooij \| Holandia \| Team Visma \\| Lease a Bike \| 4h 23' 02" \| \| 2. \| Mads Pedersen \| Dania \| Lidl-Trek \| + 0" \| \| 3. \| Pascal Ackermann \| Niemcy \| Israel-Premier Tech \| + 0" \| \| 4. \| Sam Bennett \| Irlandia \| Decathlon-AG2R La Mondiale \| + 0" \| \| 5. \| Danny van Poppel \| Holandia \| Bora-Hansgrohe \| + 0" \| \| 6. \| Tobias Lund Andresen \| Dania \| Team dsm-firmenich PostNL \| + 0" \| \| 7. \| Matteo Trentin \| Włochy \| Tudor Pro Cycling Team \| + 0" \| \| 8. \| Laurence Pithie \| Nowa Zelandia \| Groupama-FDJ \| + 0" \| \| 9. \| Madis Mihkels \| Estonia \| Intermarché-Wanty \| + 0" \| \| 10. \| Dušan Rajović \| Serbia \| Bahrain Victorious \| + 0" \| |                      |               |                            |            |
| |                      |               |                            |            |
| Źródło: ProCyclingStats |                      |               |                            |            |
| Klasyfikacja etapu |                      |               |                            |            |
| Kolarz | Kolarz               | Państwo       | Drużyna                    | Czas       |
| 1. | Olav Kooij           | Holandia      | Team Visma \| Lease a Bike | 4h 23' 02" |
| 2. | Mads Pedersen        | Dania         | Lidl-Trek                  | + 0"       |
| 3. | Pascal Ackermann     | Niemcy        | Israel-Premier Tech        | + 0"       |
| 4. | Sam Bennett          | Irlandia      | Decathlon-AG2R La Mondiale | + 0"       |
| 5. | Danny van Poppel     | Holandia      | Bora-Hansgrohe             | + 0"       |
| 6. | Tobias Lund Andresen | Dania         | Team dsm-firmenich PostNL  | + 0"       |
| 7. | Matteo Trentin       | Włochy        | Tudor Pro Cycling Team     | + 0"       |
| 8. | Laurence Pithie      | Nowa Zelandia | Groupama-FDJ               | + 0"       |
| 9. | Madis Mihkels        | Estonia       | Intermarché-Wanty          | + 0"       |
| 10. | Dušan Rajović        | Serbia        | Bahrain Victorious         | + 0"       |

| \| Klasyfikacja generalna \| Klasyfikacja generalna \| Klasyfikacja generalna \| Klasyfikacja generalna \| Klasyfikacja generalna \| \| Kolarz \| Kolarz \| Państwo \| Drużyna \| Czas \| \| ---------------------- \| ---------------------- \| ---------------------- \| -------------------------- \| ---------------------- \| \| 1. \| Lucas Plapp \| Australia \| Team Jayco AlUla \| 17h 38' 48" \| \| 2. \| Santiago Buitrago \| Kolumbia \| Bahrain Victorious \| + 13" \| \| 3. \| Brandon McNulty \| Stany Zjednoczone \| UAE Team Emirates \| + 27" \| \| 4. \| João Almeida \| Portugalia \| UAE Team Emirates \| + 29" \| \| 5. \| Remco Evenepoel \| Belgia \| Soudal Quick-Step \| + 30" \| \| 6. \| Egan Bernal \| Kolumbia \| Ineos Grenadiers \| + 40" \| \| 7. \| Chris Harper \| Australia \| Team Jayco AlUla \| + 46" \| \| 8. \| Matteo Jorgenson \| Stany Zjednoczone \| Team Visma \\| Lease a Bike \| + 52" \| \| 9. \| Rigoberto Urán \| Kolumbia \| EF Education-EasyPost \| + 54" \| \| 10. \| Carlos Rodríguez \| Hiszpania \| Ineos Grenadiers \| + 1' 02" \| |                   |                   |                            |             |
| |                   |                   |                            |             |
| Źródło: ProCyclingStats |                   |                   |                            |             |
| Klasyfikacja generalna |                   |                   |                            |             |
| Kolarz | Kolarz            | Państwo           | Drużyna                    | Czas        |
| 1. | Lucas Plapp       | Australia         | Team Jayco AlUla           | 17h 38' 48" |
| 2. | Santiago Buitrago | Kolumbia          | Bahrain Victorious         | + 13"       |
| 3. | Brandon McNulty   | Stany Zjednoczone | UAE Team Emirates          | + 27"       |
| 4. | João Almeida      | Portugalia        | UAE Team Emirates          | + 29"       |
| 5. | Remco Evenepoel   | Belgia            | Soudal Quick-Step          | + 30"       |
| 6. | Egan Bernal       | Kolumbia          | Ineos Grenadiers           | + 40"       |
| 7. | Chris Harper      | Australia         | Team Jayco AlUla           | + 46"       |
| 8. | Matteo Jorgenson  | Stany Zjednoczone | Team Visma \| Lease a Bike | + 52"       |
| 9. | Rigoberto Urán    | Kolumbia          | EF Education-EasyPost      | + 54"       |
| 10. | Carlos Rodríguez  | Hiszpania         | Ineos Grenadiers           | + 1' 02"    |

### Etap 6
| Sisteron - La Colle-sur-Loup | górzysty | (198,2 km) |

| \| Klasyfikacja etapu \| Klasyfikacja etapu \| Klasyfikacja etapu \| Klasyfikacja etapu \| Klasyfikacja etapu \| \| Kolarz \| Kolarz \| Państwo \| Drużyna \| Czas \| \| ------------------ \| ---------------------- \| ------------------ \| -------------------------- \| ------------------ \| \| 1. \| Mattias Skjelmose \| Dania \| Lidl-Trek \| 4h 36' 51" \| \| 2. \| Brandon McNulty \| Stany Zjednoczone \| UAE Team Emirates \| + 0" \| \| 3. \| Matteo Jorgenson \| Stany Zjednoczone \| Team Visma \\| Lease a Bike \| + 0" \| \| 4. \| Remco Evenepoel \| Belgia \| Soudal Quick-Step \| + 52" \| \| 5. \| Harold Tejada \| Kolumbia \| Astana Qazaqstan Team \| + 53" \| \| 6. \| Aurélien Paret-Peintre \| Francja \| Decathlon-AG2R La Mondiale \| + 53" \| \| 7. \| Felix Gall \| Austria \| Decathlon-AG2R La Mondiale \| + 53" \| \| 8. \| Wilco Kelderman \| Holandia \| Team Visma \\| Lease a Bike \| + 53" \| \| 9. \| Primož Roglič \| Słowenia \| Bora-Hansgrohe \| + 53" \| \| 10. \| Egan Bernal \| Kolumbia \| Ineos Grenadiers \| + 53" \| |                        |                   |                            |            |
| |                        |                   |                            |            |
| Źródło: ProCyclingStats |                        |                   |                            |            |
| Klasyfikacja etapu |                        |                   |                            |            |
| Kolarz | Kolarz                 | Państwo           | Drużyna                    | Czas       |
| 1. | Mattias Skjelmose      | Dania             | Lidl-Trek                  | 4h 36' 51" |
| 2. | Brandon McNulty        | Stany Zjednoczone | UAE Team Emirates          | + 0"       |
| 3. | Matteo Jorgenson       | Stany Zjednoczone | Team Visma \| Lease a Bike | + 0"       |
| 4. | Remco Evenepoel        | Belgia            | Soudal Quick-Step          | + 52"      |
| 5. | Harold Tejada          | Kolumbia          | Astana Qazaqstan Team      | + 53"      |
| 6. | Aurélien Paret-Peintre | Francja           | Decathlon-AG2R La Mondiale | + 53"      |
| 7. | Felix Gall             | Austria           | Decathlon-AG2R La Mondiale | + 53"      |
| 8. | Wilco Kelderman        | Holandia          | Team Visma \| Lease a Bike | + 53"      |
| 9. | Primož Roglič          | Słowenia          | Bora-Hansgrohe             | + 53"      |
| 10. | Egan Bernal            | Kolumbia          | Ineos Grenadiers           | + 53"      |

| \| Klasyfikacja generalna \| Klasyfikacja generalna \| Klasyfikacja generalna \| Klasyfikacja generalna \| Klasyfikacja generalna \| \| Kolarz \| Kolarz \| Państwo \| Drużyna \| Czas \| \| ---------------------- \| ---------------------- \| ---------------------- \| -------------------------- \| ---------------------- \| \| 1. \| Brandon McNulty \| Stany Zjednoczone \| UAE Team Emirates \| 22h 15' 58" \| \| 2. \| Matteo Jorgenson \| Stany Zjednoczone \| Team Visma \\| Lease a Bike \| + 23" \| \| 3. \| Lucas Plapp \| Australia \| Team Jayco AlUla \| + 34" \| \| 4. \| Mattias Skjelmose \| Dania \| Lidl-Trek \| + 54" \| \| 5. \| Remco Evenepoel \| Belgia \| Soudal Quick-Step \| + 1' 03" \| \| 6. \| Egan Bernal \| Kolumbia \| Ineos Grenadiers \| + 1' 14" \| \| 7. \| João Almeida \| Portugalia \| UAE Team Emirates \| + 1' 30" \| \| 8. \| Felix Gall \| Austria \| Decathlon-AG2R La Mondiale \| + 1' 36" \| \| 9. \| Harold Tejada \| Kolumbia \| Astana Qazaqstan Team \| + 1' 37" \| \| 10. \| Wilco Kelderman \| Holandia \| Team Visma \\| Lease a Bike \| + 1' 39" \| |                   |                   |                            |             |
| |                   |                   |                            |             |
| Źródło: ProCyclingStats |                   |                   |                            |             |
| Klasyfikacja generalna |                   |                   |                            |             |
| Kolarz | Kolarz            | Państwo           | Drużyna                    | Czas        |
| 1. | Brandon McNulty   | Stany Zjednoczone | UAE Team Emirates          | 22h 15' 58" |
| 2. | Matteo Jorgenson  | Stany Zjednoczone | Team Visma \| Lease a Bike | + 23"       |
| 3. | Lucas Plapp       | Australia         | Team Jayco AlUla           | + 34"       |
| 4. | Mattias Skjelmose | Dania             | Lidl-Trek                  | + 54"       |
| 5. | Remco Evenepoel   | Belgia            | Soudal Quick-Step          | + 1' 03"    |
| 6. | Egan Bernal       | Kolumbia          | Ineos Grenadiers           | + 1' 14"    |
| 7. | João Almeida      | Portugalia        | UAE Team Emirates          | + 1' 30"    |
| 8. | Felix Gall        | Austria           | Decathlon-AG2R La Mondiale | + 1' 36"    |
| 9. | Harold Tejada     | Kolumbia          | Astana Qazaqstan Team      | + 1' 37"    |
| 10. | Wilco Kelderman   | Holandia          | Team Visma \| Lease a Bike | + 1' 39"    |

### Etap 7
| Nicea - Sanctuaire de la Madone d'Utelle | górski | (104 km) |

| \| Klasyfikacja etapu \| Klasyfikacja etapu \| Klasyfikacja etapu \| Klasyfikacja etapu \| Klasyfikacja etapu \| \| Kolarz \| Kolarz \| Państwo \| Drużyna \| Czas \| \| ------------------ \| ---------------------- \| ------------------ \| -------------------------- \| ------------------ \| \| 1. \| Aleksandr Własow \| brak \| Bora-Hansgrohe \| 2h 44' 03" \| \| 2. \| Remco Evenepoel \| Belgia \| Soudal Quick-Step \| + 8" \| \| 3. \| Primož Roglič \| Słowenia \| Bora-Hansgrohe \| + 8" \| \| 4. \| Mattias Skjelmose \| Dania \| Lidl-Trek \| + 8" \| \| 5. \| Matteo Jorgenson \| Stany Zjednoczone \| Team Visma \\| Lease a Bike \| + 8" \| \| 6. \| Santiago Buitrago \| Kolumbia \| Bahrain Victorious \| + 13" \| \| 7. \| Brandon McNulty \| Stany Zjednoczone \| UAE Team Emirates \| + 27" \| \| 8. \| Wilco Kelderman \| Holandia \| Team Visma \\| Lease a Bike \| + 31" \| \| 9. \| Aurélien Paret-Peintre \| Francja \| Decathlon-AG2R La Mondiale \| + 36" \| \| 10. \| Lucas Plapp \| Australia \| Team Jayco AlUla \| + 40" \| |                        |                   |                            |            |
| |                        |                   |                            |            |
| Źródło: ProCyclingStats |                        |                   |                            |            |
| Klasyfikacja etapu |                        |                   |                            |            |
| Kolarz | Kolarz                 | Państwo           | Drużyna                    | Czas       |
| 1. | Aleksandr Własow       | brak              | Bora-Hansgrohe             | 2h 44' 03" |
| 2. | Remco Evenepoel        | Belgia            | Soudal Quick-Step          | + 8"       |
| 3. | Primož Roglič          | Słowenia          | Bora-Hansgrohe             | + 8"       |
| 4. | Mattias Skjelmose      | Dania             | Lidl-Trek                  | + 8"       |
| 5. | Matteo Jorgenson       | Stany Zjednoczone | Team Visma \| Lease a Bike | + 8"       |
| 6. | Santiago Buitrago      | Kolumbia          | Bahrain Victorious         | + 13"      |
| 7. | Brandon McNulty        | Stany Zjednoczone | UAE Team Emirates          | + 27"      |
| 8. | Wilco Kelderman        | Holandia          | Team Visma \| Lease a Bike | + 31"      |
| 9. | Aurélien Paret-Peintre | Francja           | Decathlon-AG2R La Mondiale | + 36"      |
| 10. | Lucas Plapp            | Australia         | Team Jayco AlUla           | + 40"      |

| \| Klasyfikacja generalna \| Klasyfikacja generalna \| Klasyfikacja generalna \| Klasyfikacja generalna \| Klasyfikacja generalna \| \| Kolarz \| Kolarz \| Państwo \| Drużyna \| Czas \| \| ---------------------- \| ---------------------- \| ---------------------- \| -------------------------- \| ---------------------- \| \| 1. \| Brandon McNulty \| Stany Zjednoczone \| UAE Team Emirates \| 25h 00' 28" \| \| 2. \| Matteo Jorgenson \| Stany Zjednoczone \| Team Visma \\| Lease a Bike \| + 4" \| \| 3. \| Mattias Skjelmose \| Dania \| Lidl-Trek \| + 35" \| \| 4. \| Remco Evenepoel \| Belgia \| Soudal Quick-Step \| + 36" \| \| 5. \| Lucas Plapp \| Australia \| Team Jayco AlUla \| + 47" \| \| 6. \| Primož Roglič \| Słowenia \| Bora-Hansgrohe \| + 1' 21" \| \| 7. \| Egan Bernal \| Kolumbia \| Ineos Grenadiers \| + 1' 42" \| \| 8. \| Wilco Kelderman \| Holandia \| Team Visma \\| Lease a Bike \| + 1' 43" \| \| 9. \| Aurélien Paret-Peintre \| Francja \| Decathlon-AG2R La Mondiale \| + 1' 53" \| \| 10. \| Aleksandr Własow \| brak \| Bora-Hansgrohe \| + 2' 05" \| |                        |                   |                            |             |
| |                        |                   |                            |             |
| Źródło: ProCyclingStats |                        |                   |                            |             |
| Klasyfikacja generalna |                        |                   |                            |             |
| Kolarz | Kolarz                 | Państwo           | Drużyna                    | Czas        |
| 1. | Brandon McNulty        | Stany Zjednoczone | UAE Team Emirates          | 25h 00' 28" |
| 2. | Matteo Jorgenson       | Stany Zjednoczone | Team Visma \| Lease a Bike | + 4"        |
| 3. | Mattias Skjelmose      | Dania             | Lidl-Trek                  | + 35"       |
| 4. | Remco Evenepoel        | Belgia            | Soudal Quick-Step          | + 36"       |
| 5. | Lucas Plapp            | Australia         | Team Jayco AlUla           | + 47"       |
| 6. | Primož Roglič          | Słowenia          | Bora-Hansgrohe             | + 1' 21"    |
| 7. | Egan Bernal            | Kolumbia          | Ineos Grenadiers           | + 1' 42"    |
| 8. | Wilco Kelderman        | Holandia          | Team Visma \| Lease a Bike | + 1' 43"    |
| 9. | Aurélien Paret-Peintre | Francja           | Decathlon-AG2R La Mondiale | + 1' 53"    |
| 10. | Aleksandr Własow       | brak              | Bora-Hansgrohe             | + 2' 05"    |

### Etap 8
| Nicea - Nicea | górzysty | (109,3 km) |

| \| Klasyfikacja etapu \| Klasyfikacja etapu \| Klasyfikacja etapu \| Klasyfikacja etapu \| Klasyfikacja etapu \| \| Kolarz \| Kolarz \| Państwo \| Drużyna \| Czas \| \| ------------------ \| ------------------- \| ------------------ \| -------------------------- \| ------------------ \| \| 1. \| Remco Evenepoel \| Belgia \| Soudal Quick-Step \| 2h 50' 03" \| \| 2. \| Matteo Jorgenson \| Stany Zjednoczone \| Team Visma \\| Lease a Bike \| + 0" \| \| 3. \| Aleksandr Własow \| brak \| Bora-Hansgrohe \| + 50" \| \| 4. \| Mattias Skjelmose \| Dania \| Lidl-Trek \| + 1' 39" \| \| 5. \| Brandon McNulty \| Stany Zjednoczone \| UAE Team Emirates \| + 1' 39" \| \| 6. \| Samuele Battistella \| Włochy \| Astana Qazaqstan Team \| + 2' 13" \| \| 7. \| Michael Storer \| Australia \| Tudor Pro Cycling Team \| + 2' 13" \| \| 8. \| Felix Gall \| Austria \| Decathlon-AG2R La Mondiale \| + 2' 13" \| \| 9. \| Egan Bernal \| Kolumbia \| Ineos Grenadiers \| + 2' 13" \| \| 10. \| Lucas Plapp \| Australia \| Team Jayco AlUla \| + 2' 13" \| |                     |                   |                            |            |
| |                     |                   |                            |            |
| Źródło: ProCyclingStats |                     |                   |                            |            |
| Klasyfikacja etapu |                     |                   |                            |            |
| Kolarz | Kolarz              | Państwo           | Drużyna                    | Czas       |
| 1. | Remco Evenepoel     | Belgia            | Soudal Quick-Step          | 2h 50' 03" |
| 2. | Matteo Jorgenson    | Stany Zjednoczone | Team Visma \| Lease a Bike | + 0"       |
| 3. | Aleksandr Własow    | brak              | Bora-Hansgrohe             | + 50"      |
| 4. | Mattias Skjelmose   | Dania             | Lidl-Trek                  | + 1' 39"   |
| 5. | Brandon McNulty     | Stany Zjednoczone | UAE Team Emirates          | + 1' 39"   |
| 6. | Samuele Battistella | Włochy            | Astana Qazaqstan Team      | + 2' 13"   |
| 7. | Michael Storer      | Australia         | Tudor Pro Cycling Team     | + 2' 13"   |
| 8. | Felix Gall          | Austria           | Decathlon-AG2R La Mondiale | + 2' 13"   |
| 9. | Egan Bernal         | Kolumbia          | Ineos Grenadiers           | + 2' 13"   |
| 10. | Lucas Plapp         | Australia         | Team Jayco AlUla           | + 2' 13"   |

## Klasyfikacje końcowe

### Klasyfikacja generalna
| \| Klasyfikacja generalna \| Klasyfikacja generalna \| Klasyfikacja generalna \| Klasyfikacja generalna \| Klasyfikacja generalna \| \| Kolarz \| Kolarz \| Państwo \| Drużyna \| Czas \| \| ---------------------- \| ---------------------- \| ---------------------- \| -------------------------- \| ---------------------- \| \| 1. \| Matteo Jorgenson \| Stany Zjednoczone \| Team Visma \\| Lease a Bike \| 27h 50' 23" \| \| 2. \| Remco Evenepoel \| Belgia \| Soudal Quick-Step \| + 30" \| \| 3. \| Brandon McNulty \| Stany Zjednoczone \| UAE Team Emirates \| + 1' 47" \| \| 4. \| Mattias Skjelmose \| Dania \| Lidl-Trek \| + 2' 22" \| \| 5. \| Aleksandr Własow \| brak \| Bora-Hansgrohe \| + 2' 57" \| \| 6. \| Lucas Plapp \| Australia \| Team Jayco AlUla \| + 3' 08" \| \| 7. \| Egan Bernal \| Kolumbia \| Ineos Grenadiers \| + 4' 03" \| \| 8. \| Wilco Kelderman \| Holandia \| Team Visma \\| Lease a Bike \| + 4' 04" \| \| 9. \| Felix Gall \| Austria \| Decathlon-AG2R La Mondiale \| + 4' 35" \| \| 10. \| Primož Roglič \| Słowenia \| Bora-Hansgrohe \| + 5' 33" \| |                   |                   |                            |             |
| |                   |                   |                            |             |
| Źródło: ProCyclingStats |                   |                   |                            |             |
| Klasyfikacja generalna |                   |                   |                            |             |
| Kolarz | Kolarz            | Państwo           | Drużyna                    | Czas        |
| 1. | Matteo Jorgenson  | Stany Zjednoczone | Team Visma \| Lease a Bike | 27h 50' 23" |
| 2. | Remco Evenepoel   | Belgia            | Soudal Quick-Step          | + 30"       |
| 3. | Brandon McNulty   | Stany Zjednoczone | UAE Team Emirates          | + 1' 47"    |
| 4. | Mattias Skjelmose | Dania             | Lidl-Trek                  | + 2' 22"    |
| 5. | Aleksandr Własow  | brak              | Bora-Hansgrohe             | + 2' 57"    |
| 6. | Lucas Plapp       | Australia         | Team Jayco AlUla           | + 3' 08"    |
| 7. | Egan Bernal       | Kolumbia          | Ineos Grenadiers           | + 4' 03"    |
| 8. | Wilco Kelderman   | Holandia          | Team Visma \| Lease a Bike | + 4' 04"    |
| 9. | Felix Gall        | Austria           | Decathlon-AG2R La Mondiale | + 4' 35"    |
| 10. | Primož Roglič     | Słowenia          | Bora-Hansgrohe             | + 5' 33"    |

| Klasyfikacja punktowa | Klasyfikacja punktowa | Klasyfikacja punktowa | Klasyfikacja punktowa      | Klasyfikacja punktowa |
| Kolarz                | Kolarz                | Państwo               | Drużyna                    | Punkty                |
| --------------------- | --------------------- | --------------------- | -------------------------- | --------------------- |
| 1.                    | Remco Evenepoel       | Belgia                | Soudal Quick-Step          | 69 pkt                |
| 2.                    | Mattias Skjelmose     | Dania                 | Lidl-Trek                  | 61 pkt                |
| 3.                    | Matteo Jorgenson      | Stany Zjednoczone     | Team Visma \| Lease a Bike | 61 pkt                |
| 4.                    | Mads Pedersen         | Dania                 | Lidl-Trek                  | 60 pkt                |
| 5.                    | Laurence Pithie       | Nowa Zelandia         | Groupama-FDJ               | 56 pkt                |
| 6.                    | Danny van Poppel      | Holandia              | Bora-Hansgrohe             | 44 pkt                |
| 7.                    | Aleksandr Własow      | brak                  | Bora-Hansgrohe             | 29 pkt                |
| 8.                    | Brandon McNulty       | Stany Zjednoczone     | UAE Team Emirates          | 27 pkt                |
| 9.                    | Matteo Trentin        | Włochy                | Tudor Pro Cycling Team     | 24 pkt                |
| 10.                   | Egan Bernal           | Kolumbia              | Ineos Grenadiers           | 23 pkt                |

| Klasyfikacja punktowa | Klasyfikacja punktowa | Klasyfikacja punktowa | Klasyfikacja punktowa      | Klasyfikacja punktowa |
| Kolarz                | Kolarz                | Państwo               | Drużyna                    | Punkty                |
| --------------------- | --------------------- | --------------------- | -------------------------- | --------------------- |
| 1.                    | Remco Evenepoel       | Belgia                | Soudal Quick-Step          | 69 pkt                |
| 2.                    | Mattias Skjelmose     | Dania                 | Lidl-Trek                  | 61 pkt                |
| 3.                    | Matteo Jorgenson      | Stany Zjednoczone     | Team Visma \| Lease a Bike | 61 pkt                |
| 4.                    | Mads Pedersen         | Dania                 | Lidl-Trek                  | 60 pkt                |
| 5.                    | Laurence Pithie       | Nowa Zelandia         | Groupama-FDJ               | 56 pkt                |
| 6.                    | Danny van Poppel      | Holandia              | Bora-Hansgrohe             | 44 pkt                |
| 7.                    | Aleksandr Własow      | brak                  | Bora-Hansgrohe             | 29 pkt                |
| 8.                    | Brandon McNulty       | Stany Zjednoczone     | UAE Team Emirates          | 27 pkt                |
| 9.                    | Matteo Trentin        | Włochy                | Tudor Pro Cycling Team     | 24 pkt                |
| 10.                   | Egan Bernal           | Kolumbia              | Ineos Grenadiers           | 23 pkt                |

| Klasyfikacja górska | Klasyfikacja górska | Klasyfikacja górska | Klasyfikacja górska        | Klasyfikacja górska |
| Kolarz              | Kolarz              | Państwo             | Drużyna                    | Punkty              |
| ------------------- | ------------------- | ------------------- | -------------------------- | ------------------- |
| 1.                  | Remco Evenepoel     | Belgia              | Soudal Quick-Step          | 47 pkt              |
| 2.                  | Mathieu Burgaudeau  | Francja             | TotalEnergies              | 44 pkt              |
| 3.                  | Christian Scaroni   | Włochy              | Astana Qazaqstan Team      | 44 pkt              |
| 4.                  | Aleksandr Własow    | brak                | Bora-Hansgrohe             | 41 pkt              |
| 5.                  | Matteo Jorgenson    | Stany Zjednoczone   | Team Visma \| Lease a Bike | 27 pkt              |
| 6.                  | Victor Campenaerts  | Belgia              | Lotto Dstny                | 16 pkt              |
| 7.                  | Mattias Skjelmose   | Dania               | Lidl-Trek                  | 14 pkt              |
| 8.                  | Jonas Rutsch        | Niemcy              | EF Education-EasyPost      | 13 pkt              |
| 9.                  | Lucas Plapp         | Australia           | Team Jayco AlUla           | 11 pkt              |
| 10.                 | Primož Roglič       | Słowenia            | Bora-Hansgrohe             | 10 pkt              |

| Klasyfikacja górska | Klasyfikacja górska | Klasyfikacja górska | Klasyfikacja górska        | Klasyfikacja górska |
| Kolarz              | Kolarz              | Państwo             | Drużyna                    | Punkty              |
| ------------------- | ------------------- | ------------------- | -------------------------- | ------------------- |
| 1.                  | Remco Evenepoel     | Belgia              | Soudal Quick-Step          | 47 pkt              |
| 2.                  | Mathieu Burgaudeau  | Francja             | TotalEnergies              | 44 pkt              |
| 3.                  | Christian Scaroni   | Włochy              | Astana Qazaqstan Team      | 44 pkt              |
| 4.                  | Aleksandr Własow    | brak                | Bora-Hansgrohe             | 41 pkt              |
| 5.                  | Matteo Jorgenson    | Stany Zjednoczone   | Team Visma \| Lease a Bike | 27 pkt              |
| 6.                  | Victor Campenaerts  | Belgia              | Lotto Dstny                | 16 pkt              |
| 7.                  | Mattias Skjelmose   | Dania               | Lidl-Trek                  | 14 pkt              |
| 8.                  | Jonas Rutsch        | Niemcy              | EF Education-EasyPost      | 13 pkt              |
| 9.                  | Lucas Plapp         | Australia           | Team Jayco AlUla           | 11 pkt              |
| 10.                 | Primož Roglič       | Słowenia            | Bora-Hansgrohe             | 10 pkt              |

| Klasyfikacja młodzieżowa | Klasyfikacja młodzieżowa | Klasyfikacja młodzieżowa | Klasyfikacja młodzieżowa   | Klasyfikacja młodzieżowa |
| Kolarz                   | Kolarz                   | Państwo                  | Drużyna                    | Czas                     |
| ------------------------ | ------------------------ | ------------------------ | -------------------------- | ------------------------ |
| 1.                       | Matteo Jorgenson         | Stany Zjednoczone        | Team Visma \| Lease a Bike | 27h 50' 23"              |
| 2.                       | Remco Evenepoel          | Belgia                   | Soudal Quick-Step          | + 30"                    |
| 3.                       | Mattias Skjelmose        | Dania                    | Lidl-Trek                  | + 2' 22"                 |
| 4.                       | Lucas Plapp              | Australia                | Team Jayco AlUla           | + 3' 08"                 |
| 5.                       | Ewen Costiou             | Francja                  | Arkéa-B&B Hotels           | + 16' 25"                |
| 6.                       | Ilan Van Wilder          | Belgia                   | Soudal Quick-Step          | + 24' 11"                |
| 7.                       | Carlos Rodríguez         | Hiszpania                | Ineos Grenadiers           | + 39' 21"                |
| 8.                       | Jon Barrenetxea          | Hiszpania                | Movistar Team              | + 57' 23"                |
| 9.                       | Jordan Jegat             | Francja                  | TotalEnergies              | + 1h 01' 12"             |
| 10.                      | Finn Fisher-Black        | Nowa Zelandia            | UAE Team Emirates          | + 1h 06' 36"             |

| Klasyfikacja młodzieżowa | Klasyfikacja młodzieżowa | Klasyfikacja młodzieżowa | Klasyfikacja młodzieżowa   | Klasyfikacja młodzieżowa |
| Kolarz                   | Kolarz                   | Państwo                  | Drużyna                    | Czas                     |
| ------------------------ | ------------------------ | ------------------------ | -------------------------- | ------------------------ |
| 1.                       | Matteo Jorgenson         | Stany Zjednoczone        | Team Visma \| Lease a Bike | 27h 50' 23"              |
| 2.                       | Remco Evenepoel          | Belgia                   | Soudal Quick-Step          | + 30"                    |
| 3.                       | Mattias Skjelmose        | Dania                    | Lidl-Trek                  | + 2' 22"                 |
| 4.                       | Lucas Plapp              | Australia                | Team Jayco AlUla           | + 3' 08"                 |
| 5.                       | Ewen Costiou             | Francja                  | Arkéa-B&B Hotels           | + 16' 25"                |
| 6.                       | Ilan Van Wilder          | Belgia                   | Soudal Quick-Step          | + 24' 11"                |
| 7.                       | Carlos Rodríguez         | Hiszpania                | Ineos Grenadiers           | + 39' 21"                |
| 8.                       | Jon Barrenetxea          | Hiszpania                | Movistar Team              | + 57' 23"                |
| 9.                       | Jordan Jegat             | Francja                  | TotalEnergies              | + 1h 01' 12"             |
| 10.                      | Finn Fisher-Black        | Nowa Zelandia            | UAE Team Emirates          | + 1h 06' 36"             |

| Klasyfikacja drużynowa | Klasyfikacja drużynowa     | Klasyfikacja drużynowa       | Klasyfikacja drużynowa |
| Drużyna                | Drużyna                    | Państwo                      | Czas                   |
| ---------------------- | -------------------------- | ---------------------------- | ---------------------- |
| 1.                     | UAE Team Emirates          | Zjednoczone Emiraty Arabskie | 83h 51' 18"            |
| 2.                     | Team Visma \| Lease a Bike | Holandia                     | + 7' 45"               |
| 3.                     | Soudal Quick-Step          | Belgia                       | + 8' 18"               |
| 4.                     | Bora-Hansgrohe             | Niemcy                       | + 22' 49"              |
| 5.                     | Ineos Grenadiers           | Wielka Brytania              | + 25' 19"              |
| 6.                     | Decathlon-AG2R La Mondiale | Francja                      | + 38' 22"              |
| 7.                     | Bahrain Victorious         | Bahrajn                      | + 1h 15' 26"           |
| 8.                     | Movistar Team              | Hiszpania                    | + 1h 15' 47"           |
| 9.                     | Astana Qazaqstan Team      | Kazachstan                   | + 1h 29' 34"           |
| 10.                    | Lidl-Trek                  | Stany Zjednoczone            | + 1h 32' 40"           |

| Klasyfikacja drużynowa | Klasyfikacja drużynowa     | Klasyfikacja drużynowa       | Klasyfikacja drużynowa |
| Drużyna                | Drużyna                    | Państwo                      | Czas                   |
| ---------------------- | -------------------------- | ---------------------------- | ---------------------- |
| 1.                     | UAE Team Emirates          | Zjednoczone Emiraty Arabskie | 83h 51' 18"            |
| 2.                     | Team Visma \| Lease a Bike | Holandia                     | + 7' 45"               |
| 3.                     | Soudal Quick-Step          | Belgia                       | + 8' 18"               |
| 4.                     | Bora-Hansgrohe             | Niemcy                       | + 22' 49"              |
| 5.                     | Ineos Grenadiers           | Wielka Brytania              | + 25' 19"              |
| 6.                     | Decathlon-AG2R La Mondiale | Francja                      | + 38' 22"              |
| 7.                     | Bahrain Victorious         | Bahrajn                      | + 1h 15' 26"           |
| 8.                     | Movistar Team              | Hiszpania                    | + 1h 15' 47"           |
| 9.                     | Astana Qazaqstan Team      | Kazachstan                   | + 1h 29' 34"           |
| 10.                    | Lidl-Trek                  | Stany Zjednoczone            | + 1h 32' 40"           |

### Liderzy klasyfikacji
| Etap   |                         | Pierwsze miejsce _ | Klasyfikacja generalna | Punktowa        | Górska             | Młodzieżowa       | Najaktywniejszych  | Drużynowa                  |
| ------ | ----------------------- | ------------------ | ---------------------- | --------------- | ------------------ | ----------------- | ------------------ | -------------------------- |
| 1      | pagórkowaty             | Olav Kooij         | Olav Kooij             | Olav Kooij      | Jonas Rutsch       | Olav Kooij        | Jonas Rutsch       | Team Visma \| Lease a Bike |
| 2      | płaski                  | Arvid de Kleijn    | Laurence Pithie        | Laurence Pithie | Mathieu Burgaudeau | Laurence Pithie   | Mathieu Burgaudeau | Team Visma \| Lease a Bike |
| 3      | jazda drużynowa na czas | UAE Team Emirates  | Brandon McNulty        | Laurence Pithie | Mathieu Burgaudeau | Finn Fisher-Black | nie przyznano      | UAE Team Emirates          |
| 4      | górski                  | Santiago Buitrago  | Lucas Plapp            | Laurence Pithie | Mathieu Burgaudeau | Lucas Plapp       | Christian Scaroni  | Ineos Grenadiers           |
| 5      | górzysty                | Olav Kooij         | Lucas Plapp            | Mads Pedersen   | Mathieu Burgaudeau | Lucas Plapp       | Pierre Latour      | Ineos Grenadiers           |
| 6      | górzysty                | Mattias Skjelmose  | Brandon McNulty        | Mads Pedersen   | Mathieu Burgaudeau | Matteo Jorgenson  | Mads Pedersen      | UAE Team Emirates          |
| 7      | górski                  | Aleksandr Własow   | Brandon McNulty        | Mads Pedersen   | Mathieu Burgaudeau | Matteo Jorgenson  | Johan Jacobs       | UAE Team Emirates          |
| 8      | górzysty                | Remco Evenepoel    | Matteo Jorgenson       | Remco Evenepoel | Remco Evenepoel    | Matteo Jorgenson  | Remco Evenepoel    | UAE Team Emirates          |
| Koniec | Koniec                  |                    | Matteo Jorgenson       | Remco Evenepoel | Remco Evenepoel    | Matteo Jorgenson  | brak danych        | UAE Team Emirates          |